# جنگ دهقانی در آلمان

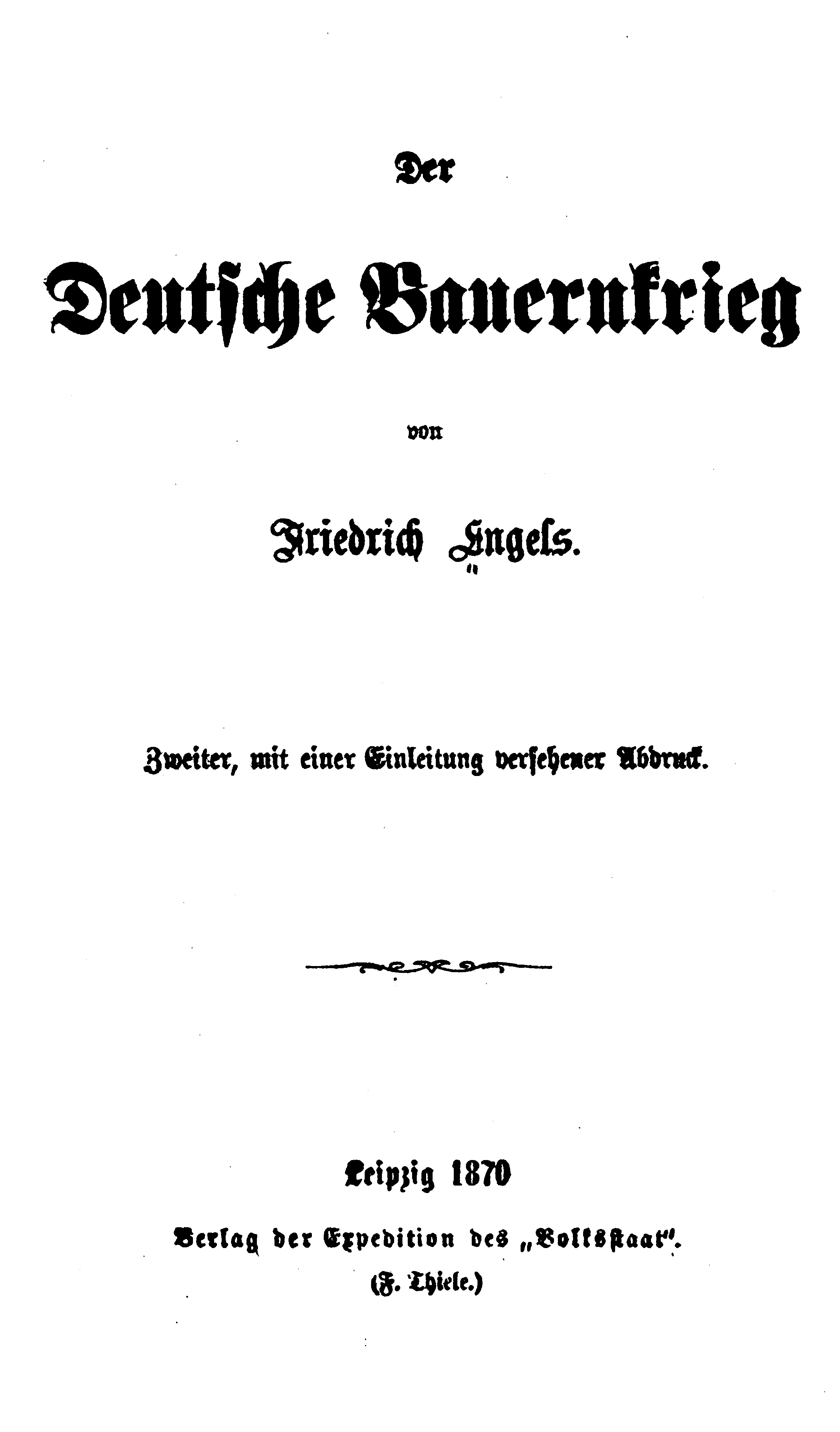
جلد کتاب «جنگ دهقانان در آلمان» اثر فردریش انگلس (۱۸۷۰)

جنگ دهقانی در آلمان (انگلیسی: The Peasant War in Germany) کتابی نوشته فردریش انگلس دربارهٔ شورش دهقانی اوایل قرن شانزدهم در آلمان است که با عنوان جنگ دهقانان آلمانی شناخته می‌شود. انگلس کتاب را در تابستان ۱۸۵۰ در لندن و در پی انقلاب‌های سالهای ۱۸۴۸ و ۱۸۴۹ نوشته و به صورت مقایسه‌ای به این انقلاب‌ها اشاره می‌کند.